# Mali Cerovec
Mali Cerovec je naselje v Občini Novo mesto.